# 김정호 (1885년)
김정호(金正浩, 1885년 10월 14일 ~ ?)는 일제강점기 시대 경기도 개성 지역 유지이며, 기업인이다. 조선총독부 중추원 참의도 지냈다. 옛 이름은 김기형(金基炯)이며, 본적은 서울특별시 종로구 통의동이다.

## 생애
개성에서 인삼 농장을 경영하는 지주 집안에서 태어났다. 김정호는 일본에 유학해 메이지 대학 법과를 나온 이후, 가업을 물려받아 개성에 각종 기업을 창설하고 근대적 의미의 실업인이 되었다. 공성학, 손봉상 등과 함께 일제 강점기의 개성 지역 상업계를 대표하는 인물이기도 했다.
1912년에 개성에서 공성학과 함께 영신사를 설립했고, 1915년에는 개성인삼조합의 취체역에 취임했다. 1917년 개성전기주식회사, 1922년 송도도기주식회사, 1927년 송도고무공업주식회사 등 여러 분야의 기업 창립은 계속되었다. 고려인삼업사, 개성양조주식회사, 송고실업장 등도 모두 김정호의 손에서 설립되거나 인수되어 근대적 공장으로 탈바꿈했다. 개성상공회의소의 초대 회장을 지냈다.
김정호는 이처럼 활발한 활동으로 전통적인 상업도시 개성의 보수적인 경영 풍조에 혁신적인 변화를 불어넣었다는 평이 있다. 조선총독부가 1935년에 편찬한 《조선공로자명감》에는 조선인 공로자 353명이 실려있는데, 이 가운데 김정호가 포함되어 있기도 하다. 한국인으로서 올라갈 수 있는 최고의 직위 중 하나인 조선총독부 중추원의 참의도 역임했다.
일제 강점기 말기에 화신백화점 사장 박흥식이 설립한 조선비행기공업주식회사의 이사를 맡은 바 있다. 조선비행기주식회사는 태평양 전쟁 지원을 위해 설립된 군수공장이다. 일제의 패망 직전인 1944년에 설립되었으나, 실제로 비행기를 생산하지는 못했다. 조선총독 미나미 지로가 총재로 있었던 친일단체 국민총력조선연맹 이사 명단에도 들어 있다.
1948년 반민족행위처벌법이 발효되면서 반민특위가 활동을 시작했고, 이듬해 김정호도 검거되었다. 그러나 반민특위 활동이 방해를 받고 해체되면서 처벌은 받지 않았다. 한국 전쟁 발발 직전인 1950년까지도 서선합동전기주식회사 사장을 맡고 있었으나, 이후 행적은 알 수 없다.

## 사후
2002년 발표된 친일파 708인 명단 중 중추원 분야에 포함되어 있다. 2008년 민족문제연구소가 발표한 친일인명사전 수록예정자 명단에서는 중추원과 경제 부문에 선정되었다. 2009년 친일반민족행위진상규명위원회가 발표한 친일반민족행위 705인 명단에도 포함되었다.

## 같이 보기
- 조선총독부 중추원
- 국민총력조선연맹
- 조선비행기공업주식회사

## 참고자료
- 김정호(金正浩) - 국사편찬위원회
- 김정호(金正浩) - 한국학중앙연구원